# Сила безсилих
«Сила безсилих» — політичне есе, написане у жовтні 1978 року чеським драматургом, політичним дисидентом і пізніше політиком Вацлавом Гавелом. Нарис був опублікований в західнонімецьких газетах.
В есе йдеться про природу диктатури, посттоталітарну систему та майбутнє комунізму, своєрідність ідеології та політичну боротьбу. Головною темою есе є роздуми автора над проблемою опозиції — джерела дисидентського руху, місце і роль дисидентів у тодішньому суспільстві. Гавел стверджує, що в «посттоталітарному суспільстві (так він називав суспільство «розвинутого соціалізму») влада бюрократії називається владою народу; ім'ям робітничого класу поневолюється сам народ; повсюдне приниження людини видається за її остаточне звільнення; ізоляція від інформації називається її доступністю; урядове маніпулювання органами громадського контролю і урядове свавілля — дотриманням законності; придушення культури — її розвитком; поширення імперського впливу — видається за допомогу пригнобленим; відсутність свободи слова — за вищу форму свободи; виборчий фарс — за вищу форму демократії; заборона вільної думки — за найпередовіше наукове світобачення; окупація — за братерську допомогу». Якщо людина підтримує такий стан речей, то вона «живе в брехні», а якщо починає займатися політичною діяльністю і включається у політичну боротьбу з існуючим режимом, то вона стає дисидентом, для якого найважливішим мотивом дій є природне бажання створювати і підтримувати «незалежне життя суспільства» як чіткий прояв «життя в правді».

## Український переклад
Окремі уривки маніфесту Гавела були перекладені українською мовою у грудні 2011 року, в пам'ять про Гавела невдовзі по його смерті виданням «Історична правда» Повністю статтю було перекладено й опубліковано влітку 2016 року в рамках серії книжок нового видавництва «Чеська бібліотека», яке засноване Чеським центром у Києві за підтримки компанії Dragon Capital.